# Thiệu Dật Phu
Thiệu Dật Phu (19 tháng 11 năm 1907 – 7 tháng 1 năm 2014) là người sáng lập, cố chủ tịch danh dự của đài TVB, một trong những nhân vật có ảnh hưởng nhất trong ngành công nghiệp giải trí châu Á. Ông thành lập Thiệu thị huynh đệ, phát triển nó trở thành hãng phim nổi tiếng. Công ty truyền hình TVB chiếm ưu thế tại Hồng Kông cũng do ông thành lập.
Ông cũng là một nhà từ thiện nổi tiếng, từng tặng hàng tỷ đô la Hồng Kông cho các cơ sở giáo dục tại Hồng Kông và Trung Quốc đại lục. Tên ông được đặt cho hơn 5000 tòa nhà tại các khu trường sở đại học của Trung Hoa, cũng như Thư viện Dật Phu của Đại học Trung văn Hồng Kông. Ông cũng sáng lập giải thưởng Shaw, đây thường được gọi là giải thưởng Nobel của châu Á.

## Tiểu sử
Thiệu Dật Phu sinh tại phủ Ninh Ba, tỉnh Chiết Giang, Đại Thanh, sau chuyển đến Thượng Hải khi còn nhỏ. Ông là con út trong số sáu người con trai của ông Thiệu Ngọc Hiên (1867–1920), thương nhân ngành dệt tại Thượng Hải và bà Hoàng Thuận Hương (1871 – 1939).
Nguyên danh của ông là Thiệu Nhân Lăng (邵仁楞), sau đó đổi thành Thiệu Dật Phu (邵逸夫) do nghĩ rằng người dân thường Trung Quốc không biết đọc chữ 楞 (lăng). Có một số lời giải thích tên tiếng Anh Run Run Shaw của ông, song Thiệu Dật Phu nói rằng điều này chỉ đơn giản là chuyển tự Latinh nguyên danh Thiệu Nhân Lăng của ông theo cách phát âm trong tiếng Ninh Ba.
Tuy nhiên, có một số điểm mập mờ xung quanh sinh nhật chính xác của ông. Ông tổ chức kỉ niệm sinh nhật lần thứ 100 của mình vào ngày 14 tháng 10 âm lịch, rơi vào ngày 23 tháng 11 năm 2007. Trong khi đó, nhiều nguồn ghi ngày 23 tháng 11 năm 1907 là sinh nhật của ông. Tuy nhiên, ngày 14 tháng 10 âm lịch năm Đinh Mùi (1907) tương ứng với ngày 19 tháng 11 năm 1907 theo lịch Gregory, và theo China Daily thì đó là sinh nhật của ông.
Ông tốt nghiệp trường trung học Anh văn Thanh niên hội Thượng Hải.

## Sự nghiệp

### Khởi đầu bạo dạn
Dưới sự lãnh đạo của anh cả là Thiệu Nhân Kiệt, anh em nhà họ Thiệu lập nên công ty phim Thiên Nhất tại Thượng Hải vào năm 1925, Thiệu Dật Phu bắt đầu sự nghiệp làm phim của mình khi làm những việc vặt trong công ty. Đến năm 1927, lúc này Thiệu Dật Phu là một thanh niên 19 tuổi, ông đến Singapore để giúp đỡ anh ba Thiệu Nhân Mai trong việc kinh doanh có phần mạo hiểm của họ tại đây, thoạt đầu là để bán phim cho thị trường cộng đồng người Hoa Đông Nam Á. Họ thành lập nên công ty Thiệu thị huynh đệ (Singapore)- về sau này trở thành Shaw Organisation, và tham gia vào hoạt động phân phối và sản xuất phim tại Đông Nam Á. Thiên Nhất sản xuất ra phim nói âm thanh trên phim đầu tiên bằng tiếng Trung vào năm 1931, và sản xuất ra phim nói đầu tiên bằng tiếng Quảng Châu vào năm 1932. Thiên Nhất hết sức thành công, và lập nên một chi nhánh tại Hồng Kông vào năm 1934.
Ngay trước khi quân Nhật Bản xâm chiếm Thượng Hải năm 1937, Thiên Nhất chuyển hoạt động của mình đến Hồng Kông, họ vận chuyển thiết bị bằng thuyền. Xưởng phim của họ tại Thượng Hải bị phá hủy khi quân đội Nhật Bản chiếm đóng thành phố. Tại Hồng Kông, Thiên Nhất tái tổ chức thành Công ty phim Nam Dương, rồi sau đó trở thành Thiệu thị huynh đệ (Hồng Kông). Thiệu Dật Phu có được danh tiếng khi làm đạo diễn và biên kịch của phim hài Hương hạ lão tham thân gia (鄉下佬探親家, Country Bumpkin Visits His In-laws) năm 1937.
Trong những ngày đầu tại Singapore, Thiệu Dật Phu giám sát việc kinh doanh của công ty, còn Thiệu Nhân Mai đi lên Malaya ở phía bắc để thiết lập mối quan hệ với các chủ rạp địa phương. Năm 1927, nhận thấy Malaya có ít rạp chiếu phim, Thiệu Nhân Mai quyết định mở bốn rạp chiếu phim tại đây để chiếu phim của họ Thiệu. Năm 1939, anh em họ Thiệu sở hữu một chuỗi gồm 139 rạp chiếu phim trên khắp khu vực, rạp có điều hòa không khí đầu tiên của Singapore cũng nằm trong chuỗi rạp của họ. Họ cũng thiết lập nên một số công viên tiêu khiển trên khắp khu vực Đông Nam Á, bao gồm cả Borneo, Thái Lan và Java, chẳng hạn như Đại Thế giới ở Singapore. Anh em họ Thiệu bắt đầu làm phim tiếng Mã Lai tại Singapore vào năm 1937. Từ sự thành công của các bộ phim hướng tới khán giả là người Mã Lai, chẳng hạn như Laila Majnum vào năm 1934, và các phim khác từ Đông Ấn Hà Lan, anh em họ Thiệu thành lập Công ty sản xuất phim Mã Lai (Malay Film Productions, MFP). Công ty này tổng cộng sản xuất trên 160 phim Mã Lai, nhiều phim do P. Ramlee đạo diễn, xưởng phim của họ tại Jalan Ampas, Singapore ngừng sản xuất phim Mã Lai vào năm 1967. Thời kỳ hoạt động tích cực nhất (từ cuối thập niên 1940 đến đầu thập niên 1960) được gọi là Thời kỳ hoàng kim của Điện ảnh Mã Lai với trên 300 phim do công ty của anh em nhà họ Thiệu và Cathay Keris sản xuất. Năm 1941, quân đội Nhật Bản bắt đầu xâm chiếm Singapore và Malaya, sau đó tước đoạt các rạp và sung công các thiết bị phim của anh em họ Thiệu. Theo Thiệu Dật Phu, ông và các anh chôn một lượng vàng, kim cương và tiền trị giá 4 triệu đô la tại sân sau và đào chúng lên sau chiến tranh để khôi phục sự nghiệp của họ.

### Thiệu thị huynh đệ
Năm 1957, Thiệu Dật Phu chuyển đến Hồng Kông, đương thời là trung tâm của công nghiệp phim Trung Hoa, thành lập nên Công ty Thiệu thị huynh đệ vào năm 1958. Thiệu Dật Phu phỏng theo Hollywood khi thiết lập một địa điểm sản xuất phim cố định, các diễn viên của ông sống và làm việc trong một khu đất rộng 46 acre (~186.155 m²) thuê của chính phủ tại khu vực vịnh Thanh Thủy. Thời điểm "Thiệu thị ảnh trường" mở cửa vào tháng 12 năm 1961, Thiệu thị huynh đệ trở thành hãng sản xuất phim thuộc sở hữu tư nhân lớn nhất thế giới với khoảng 1.200 người lao động quay phim, dựng hình hàng ngày. Các sản phẩm của Thiệu thị huynh đệ kéo dài trong hai giờ và có chi phí cao đến 50.000 đô la, một số tiền lớn so với mức trung bình của điện ảnh châu Á vào thập niên 1960.
Sang thập niên 1960, Công ty hữu hạn Thiệu thị huynh đệ (Hồng Kông) là nhà sản xuất phim lớn nhất châu Á, trong đó phim Dương Quý Phi của đạo diễn Lý Hàn Tường năm 1962, phim âm nhạc Lương Sơn Bá và Chúc Anh Đài cũng của Lý Hàn Tường vào năm 1963, phim võ hiệp mang tính tiên phong Đại Túy Hiệp của Hồ Kim Thuyên vào năm 1966, phim Độc Tí Đao của Trương Triệt vào năm 1967 phá vỡ kỷ lục về phòng vé. Các công ty của anh em họ Thiệu tại Thượng Hải, Singapore và Hồng Kông sản xuất trên 1.000 phim, với đỉnh cao là vào năm 1974 với 50 phim, vào năm này Thiệu Dật Phu nhận được danh hiệu "Sa hoàng của ngành phim Á châu". Thiệu thị huynh đệ truyền bá thể loại phim võ hiệp, chúng giành được ảnh hưởng to lớn ở phương Đông và tới các đạo diễn Hollywood như Ngô Vũ Sâm và Quentin Tarantino.
Hãng phim xuống dốc vào thập niên 1970 do phải đương đầu với thách thức từ Tranh Thiên Gia Hòa, hãng này do cựu nhân viên của ông là Trâu Văn Hoài thành lập và có ngôi sao võ thuật Lý Tiểu Long (Thiệu thị huynh đệ ban đầu từ chối Lý Tiểu Long). Sau đó, Thiệu Dật Phu tập trung cố gắng vào lĩnh vực truyền hình. Ông nhận thấy cơ hội tại Hoa Kỳ và sản xuất một số ít phim Mỹ. Năm 2000, thông qua Công ty hữu hạn Thiệu thị huynh đệ (Hồng Kông), ông bán tủ sách quý gồm 760 đầu sách kinh điển của mình cho Công ty hữu hạn giải trí Thiên Ánh. Tiếp tục thể hiện tính kiên trì, Thiệu thị huynh đệ bước vào một kỉ nguyên mới với việc đầu tư 180 triệu đô la Mỹ (phần lớn là của Thiệu Dật Phu) cho dự án Hương Cảng ảnh thành (sau đổi thành Thiệu thị ảnh thành), một xưởng phim và cơ sở sản xuất phim rộng 1.100.000 foot vuông (100.000 m2) tại Tướng Quân Áo.

### TVB
Năm 1967, ông đồng sáng lập Công ty hữu hạn truyền hình quảng bá (TVB), đây là đài truyền hình phát sóng miễn phí đầu tiên tại Hồng Kông. TVB phát triển thành một đế chế truyền hình có giá trị hàng tỷ đô la với nhiều kênh truyền thông tại nhiều thị trường hải ngoại như Hoa Kỳ, Canada, và Đài Loan, và là nhà sản xuất chương trình tiếng Trung lớn nhất thế giới. Sau khi Lợi Hiếu Hòa qua đời vào năm 1980, Thiệu Dật Phu dành mối quan tâm lớn hơn cho TVB khi ông kế nhiệm chức Chủ tịch TVB. Năm 1983, Thiệu Dật Phu cho TVB thuê hầu hết cơ sở làm phim của Thiệu thị huynh đệ. Dưới sự lãnh đạo của Thiệu Dật Phu, TVB trở thành bệ phóng cho sự nghiệp của các ngôi sao quốc tế như Châu Nhuận Phát và Trương Mạn Ngọc, các ca sĩ như Trương Quốc Vinh và Mai Diễm Phương, và các đạo diễn như Vương Gia Vệ. Năm 2006, TVB nắm giữ 80% khán giả và 78% thị trường quảng cáo truyền hình tại Hồng Kông.
Tháng 12 năm 2011, ở tuổi 104, Thiệu Dật Phu từ chức chủ tịch Công ty hữu hạn truyền hình quảng bá sau 40 năm công tác tại đài, Trước đó, ông bán cổ phần của mình cho một nhóm các nhà đầu tư bao gồm Chủ tịch Vương Tuyết Hồng của HTC và Chủ tịch Trần Quốc Cường của ITC với giá 6,26 tỷ đô la Hồng Kông vào tháng 3. Sau đó, ông trở thành chủ tịch danh dự của TVB. Thiệu Dật Phu là một trong các cổ đông lớn nhất của hãng bán lẻ Hoa Kỳ Macy's sau khi ông mua 10% cổ phiếu ưu đãi của hãng với giá 50 triệu đô lã Mỹ trong thời điểm hãng gần như phá sản vào năm 1991.

## Sinh hoạt cộng đồng
Thiệu Dật Phu là người ủng hộ và hỗ trợ tài chính cho tiết nghệ thuật Hồng Kông, ông là chủ tịch đầu tiên của lễ hội này. Ông cũng là chủ tịch của Hội đồng quản trị Trung tâm nghệ thuật Hồng Kông. Ông là một thành viên trong Hội đồng quản trị của Thư viện Liên Hiệp, một học viện thuộc Đại học Trung văn Hồng Kông. Ông trở thành Phó chủ tịch của Hội đồng quản trị vào năm 1972 và được bổ nhiệm vào Hội đồng Đại học của Đại học Trung văn vào năm 1977. Các chức vụ công cộng khác mà ông nắm giữ bao gồm Phó chủ tịch của Tổng hội Nữ hướng đạo Hồng Kông và Hội phục khang Hồng Kông, cũng như là chủ tịch người Hoa đầu tiên của chủ tịch của Hội Chữ thập đỏ Hồng Kông. Ông cũng từng là nhân vật dẫn đầu trong việc gây quỹ cho quỹ Công ích Hồng Kông từ khi tổ chức này ra đời.

## Hoạt động từ thiện
Trong nhiều năm, Thiệu Dật Phu dành tặng 6,5 tỷ đô la Hồng Kông cho các hội từ thiện, trường học và bệnh viện tại Hồng Kông và Trung Quốc đại lục thông qua Tổ chức tín thác từ thiện Tôn Dật Phu (邵逸夫慈善信托基金) và Tổ chức Thiệu thị (邵氏基金会), bao gồm cả việc đóng góp 4,75 tỷ đô la Hồng Kông cho các cơ sở giáo dục tại Trung Quốc đại lục, số kinh phí này được sử dụng trong việc xây dựng 6.013 công trình từ các trường tiểu học cho đến các thư viện đại học. Có trên 5.000 tòa lầu tại các khu trường sở của Trung Quốc mang tên Dật Phu. Thư viện Dật Phu nằm trong thành phần của Đại học Trung văn Hồng Kông, việc thư viện có thể thành lập được là nhờ vào đóng góp của ông. Các khoản đóng góp lớn khác của ông có thể kể đến như 10 triệu bảng Anh vào năm 1990 nhằm giúp thiết lập sở Thiệu Dật Phu về nghiên cứu Trung Quốc tại Đại học Oxford của Anh Quốc, và 13 triệu đô la Mỹ cho cứu trợ thiên tai sau Động đất Tứ Xuyên 2008, hay các khoản tiền lớn để cứu trợ thiên tai sau Động đất 921 năm 1999 tại trung bộ Đài Loan, Động đất sóng thần Ấn Độ Dương năm 2004.
Năm 2002, Thiệu Dật Phu sáng lập ra một giải thưởng quốc tế mang tên giải thưởng Thiệu Dật Phu, giải thưởng này trao cho các nhà khoa học trên ba lĩnh vực nghiên cứu là thiên văn học, toán học, khoa học sinh mạng và chăm sóc sức khỏe. Giải thưởng có giá trị lên đến 1 triệu đô la Mỹ, và được trao tặng lần đầu tiên vào năm 2004. Đây thường được gọi là "Giải thưởng Nobel của phương Đông".

## Đời tư
Ông là người con thứ sáu trong số bảy người con của gia đình, và có biệt danh là Lục thúc. Ba người anh đầu của ông là Thiệu Túy Ông, Thiệu Thôn Nhân và Thiệu Nhân Mai đều là những người lãnh đạo của Thiệu thị huynh đệ.
Người vợ đầu của ông là Hoàng Mỹ Trân qua đời năm 1987 ở tuổi 85. Ông tái hôn với Phương Dật Hoa tại Las Vegas, Hoa Kỳ vào năm 1997. Phương Dật Hoa nguyên là một ca sĩ, bà gia nhập TVB trong vai trò một nhà quản lý vào năm 1969 và trở thành Phó chủ tịch TVB từ năm 2000. Thiệu Dật Phu có bốn người con với Hoàng Mỹ Trân, các con trai Thiệu Duy Minh và Thiệu Duy Chung, các con gái Thiệu Tố Văn và Thiệu Tố Vân. Toàn bộ những người con của ông đều học tại Đại học Oxford.
Thiệu Dật Phu yêu thích xe hòm Rolls-Royce. Theo tạp chí Life 1966, ông dậy lúc 6 giờ sáng, bữa sáng có mì và trà, tập dưỡng sinh và đọc một đến hai kịch bản trước khi đến xưởng phim trên một trong những chiếc Rolls-Royce của ông. Sau khi ăn trưa và ngủ trưa, ông trở về văn phòng và làm việc đến lúc nửa đêm. Ông là một học viên ham mê của môn khí công. Theo Theo cựu Tổng giám đốc TVB Hà Định Quân, Thiệu Dật Phu bắt đầu tập khí công ở độ tuổi 60 và tập khí công là điều đầu tiên ông làm vào buổi sáng. Hà Định Quân cũng nói rằng Thiệu Dật Phu ăn rất ít trong mỗi bữa và đi ngủ sớm, và đó là bí quyết trường thọ của ông.
Thiệu Dật Phu cũng thường xuyên sử dụng nhân sâm đắt tiền, chi phí là 300.000 đô la Hồng Kông mỗi năm. Tổng giám đốc TVB Trần Chí Vân cũng tiết lộ rằng Mr. Bean là chương trình yêu thích của Thiệu Dật Phu.

## Qua đời
Ông qua đời tại tư gia vào sáng ngày 7 tháng 1 năm 2014, thọ 107 tuổi theo cách tính truyền thống, bên cạnh người nhà. Ông sống lâu hơn bốn người con, chín người cháu và một số người chắt của mình. Gia đình không công bố nguyên nhân tử vong.
Thi thể của ông được chuyển từ Y viện Liên hiệp Cơ Đốc giáo đến Tấn nghi quán Hồng Kông tại Bắc Giác vào ngày 10 tháng 1 năm 2014. Nhiều lãnh đạo địa phương đến tham dự tang lễ của ông vào ngày này, bao gồm nguyên Trưởng quan hành chính Đổng Kiến Hoa và Tăng Âm Quyền. Di thể của ông được đưa đến Hỏa táng trường Mũi Collinson tại Sài Loan để hỏa táng. Chủ tịch nước Trung Quốc Tập Cận Bình và cựu Thủ tướng Ôn Gia Bảo và Chủ tịch Nhân đại Trương Đức Giang cũng gửi điện chia buồn.

## Giải thưởng
- Năm 1964, sau khi phát hiện được một tiểu hành tinh vành đai nhỏ giữa Hỏa tinh và Mộc tinh, các nhà thiên văn học Trung Quốc tại Đài thiên văn Tử Kim Sơn đặt tên cho tiểu hành tinh đó là "2899 Runrun Shaw" để vinh danh Thiệu Dật Phu.[56]
- Năm 1974, Thiệu Dật Phu được trao Huân chương tư lệnh của Đế quốc Anh (CBE). Ông được Nữ vương Elizabeth II trao tước hiệp sĩ vào năm 1977, và được nhận Huân chương Đại tử kinh (GBM) của chính phủ Hồng Kông 1998.[57]
- Ông được nhận danh hiệu tiến sĩ khoa học xã hội danh dự của Đại học Trung văn Hồng Kông vào năm 1981 vì những đóng góp của ông cho đại học và cộng đồng.[58] Năm 1984, ông được nhận danh hiệu tiến sĩ luật danh dự của Đại học Hồng Kông nhằm vinh danh đóng góp nổi bật của ông cho nghệ thuật thị giác ứng dụng, cũng như cho sự phát triển của cộng đồng và văn hóa.[59]
- Năm 2007, nhân kỉ niệm sinh nhật lần thứ 100 của ông, ông được vinh danh với giải Thành tựu Trọn đời tại Giải thưởng Điện ảnh Hồng Kông.[17]
- Năm 2013, Thiệu Dật Phu nhận giải đặc biệt BAFTA cho những đóng góp nổi bật của ông cho ngành điện ảnh.[60]